# 실종 2
"실종 2"는 2017년에 개봉한 대한민국의 영화이다.

## 캐스팅
- 은정 : 선영 역
- 이원종 : 송헌 역
- 서준영 : 아진 역
- 김혜나 : 윤 대표 역
- 이규회 : 장삐리 역
- 배호근 : 영철 역
- 조선묵 : 홍 이사 역
- 윤석원 : 고상우 역
- 김준완 : 한현우 역
- 한시연 : 김연주 역
- 김원중 : 김씨 역
- 김홍택 : 성운암관리인 역
- 박도은 : 강 경사 역
- 길금성 : 사채업자 역
- 한채원 : 선영언니 역
- 박신우 : 송헌정보원 역
- 조용근 : 경찰 1 / 면접자 역
- 백우영 : 경찰 2 역
- 정중엽 : 면접관 1 역
- 최원 : 면접관 2 역
- 박요한 : 의사 역
- 권하서 : 송헌딸 (목소리) 역
- 조은경 : 송헌부인 (목소리) 역
- 한신우 : 아진매니저 (목소리) 역
- 정두원 : 송헌경찰후배 (목소리) 역